# 1881 en architecture
| Années de l'architecture : 1878 - 1879 - 1880 - 1881 - 1882 - 1883 - 1884    |
| Décennies de l'architecture : 1850 - 1860 - 1870 - 1880 - 1890 - 1900 - 1910 |

Cet article présente les faits marquants de l'année 1881 en architecture.

## Réalisations
- Palais Pacelli à Munich, quartier de Schwabing, sur les plans de Joseph Hölzle.

## Récompenses
- Royal Gold Medal : George Godwin.
- Prix de Rome : Henri Deglane.

## Naissances
- 27 janvier : Charles-Henri Besnard († 10 juillet 1946).
- 29 mars : Raymond Hood († 14 août 1934).
- 17 juin : Adolf Meyer († 14 juillet 1929).
- Nikolaï Ladovski († 1941).

## Décès
- 25 janvier : Konstantin Thon (° 26 octobre 1794).
- 14 décembre : Decimus Burton (° 30 septembre 1800).